# Село Горобиље, борци пали у ратовима од 1912. до 1918. године
Списак бораца из села Горобиље, Општина Пожега, погинулих и умрлих у Балканским и Првом светском рату преузет је из књиге „Пожега и околина”, објављене 1978. године.
Подаци за подручје Пожеге прикупљани су у периоду 1976–1977. године преко матичних књига умрлих, спомен-плоча, крајпуташа, као и разговора са преживелим борцима и појединим грађанима који су по сећању могли да дају податке, уз напомену да спискови могуће да нису потпуни, због временске дистанце и недостатка поузданих извора.

## Списак
1. Анђелић Синадин
2. Бабић Иван
3. Бабић Војислав
4. Бабић Петар
5. Бабић Здравко
6. Бабић Миливоје
7. Богићевић Арсеније
8. Богићевић Димитрије
9. Бојић Недељко
10. Борисављевић Саво
11. Борисављевић Ратко
12. Борисављевић Чедо
13. Васиљевић Вељко
14. Васиљевић Недељко
15. Васовић Вукашин
16. Васовић Вучко
17. Васовић Коста
18. Варничић Тихомир
19. Варничић Арсеније
20. Варничић Јован
21. Варничић Живојин
22. Вилотијевић Вићентије
23. Вилотијевић Милан
24. Винчић Лазар
25. Вујадиновић Миленко
26. Вукашиновић Вукашин
27. Вуксановић Гојко
28. Гавриловић Владимир
29. Гавриловић Средоје
30. Гавриловић Љубо
31. Гачевић Михаило
32. Гачевић Обрад
33. Гачевић Павле
34. Глишић Глишо
35. Глишић Средоје
36. Гордић Саво
37. Гордић Младен
38. Гордић Стојадин
39. Гордић Милован
40. Димитријевић Стеван
41. Димитријевић Милун
42. Димитријевић Крста
43. Димитријевић Лазар
44. Ђуришић Урош
45. Зечевић Обрад
46. Зечевић Милован
47. Зечевић Урош
48. Зечевић Милош
49. Зечевић Јовица
50. Зечевић Бранислав
51. Зечевић Десимир
52. Зечевић Вукосав
53. Зечевић Милић
54. Зечевић Раде
55. Зечевић Петроније
56. Ивановић Раде
57. Илић Здравко
58. Јаковљевић Драгомир
59. Јевђовић Живко
60. Јевђовић Јеремија
61. Јешић Михаило
62. Јешић Недељко
63. Јешић Раде
64. Јешић Божо
65. Јовановић Будимир
66. Кандић Живко
67. Караичић Никола
68. Ковачевић Велисав
69. Ковачевић Станоје
70. Ковачевић Новак
71. Ковачевић Видосав
72. Ковачевић Живко
73. Маричић Средоје
74. Матићевић Веселин
75. Матићевић Митар
76. Милићевић Милан
77. Милојевић Јокић
78. Милојевић Рајко
79. Мићовић Мико
80. Неоричић Милан
81. Николић Вилиман
82. Николић Миливоје
83. Николић Бошко
84. Николић Рако
85. Обрадовић Драгутин
86. Павићевић Стојадин
87. Павићевић Недељко
88. Павићевић Драгутин
89. Павловић Раденко
90. Павловић Добросав
91. Пајовић Војин
92. Пантовић Милисав
93. Пантовић Младен
94. Перић Рајо
95. Перић Миленкос
96. Перић Вељко
97. Перуничић Милош
98. Перуничић Михаило
99. Петровић Милинко
100. Петровић Станко
101. Радивојевић Крсто
102. Радић Михаило
103. Радић Мијајило
104. Радић Василије
105. Радић Илија
106. Радић Живојин
107. Радић Милија
108. Радић Миладин
109. Радић Перко
110. Радић Светозар
111. Радић Сретен
112. Радић Десимир
113. Радић Крста
114. Ракићевић Милош
115. Радивојевић Андрија
116. Ристовић Петар
117. Росић Јован
118. Росић Новак
119. Савовић Светозар
120. Сарић Јован
121. Смиљанић Миливоје
122. Станић Витор
123. Станић Радомир
124. Станић Владимир
125. Станић Димитрије
126. Станојчић Гвозден
127. Томић Миливоје
128. Томић Живорад
129. Тоскић Тихомир
130. Туцовић Милан
131. Урошевић Анђелко
132. Урошевић Стеван
133. Филиповић Петроније
134. Цоњић Петроније
135. Цоњић Петар
136. Чанчаревић Михаило
137. Џомбић Милун[1]